# Conclave de 1758
El conclave de 1758, convocat després de la mort del Papa Benet XIV, i va acabar amb l'elecció del cardenal Carlo Rezzonico, que va prendre el nom de Climent XIII.

## Llista de participants
El Papa Benet XIV va morir el 3 de maig de 1758. Quaranta-cinc dels cinquanta-cinc cardenals van participar en el conclave posterior. Només quaranta-quatre anys, però, van votar en la votació final, perquè el cardenal Bardi va haver d'abandonar el conclave causa d'una malaltia el 24 de juny:
- Rainiero d'Elci (creat Cardenal el 20 de desembre de 1737) – Cardenal bisbe d'Òstia i Velletri; commendatari of S. Sabina; Degà del Sacre Col·legi de Cardenals; Prefecte de la Sacra Congregació de Cerimònies
- Giovanni Antonio Guadagni (24 de setembre de 1731) – Cardenal bisbe de Porto i Santa Rufina; Sotsdegà del Sacre Col·legi de Cardenals; Vicari General of Roma
- Francesco Scipione Maria Borghese (6 de juliol de 1729) – Cardenal bisbe d'Albano; Cardenal-protector de l'Orde Franciscà
- Giuseppe Spinelli (17 de gener de 1735) – Cardenal bisbe de Palestrina; Prefecte de la Sacra Congregació per a la Propagació de la Fe
- Carlo Maria Sacripante (30 de setembre de 1739) – Cardenal bisbe de Frascati
- Joaquín Fernández Portocarrero Mendoza (9 de setembre de 1743) – Cardenal bisbe de Sabina; Prefecte de la Sacra Congregació d'Indulgències i Relíquies Sagrades; Cardenal-protector del Regne d'Espanya
- Carlo Rezzonico (20 de desembre de 1737) – Cardenal prevere de S. Marco; Bisbe de Pàdua
- Domenico Passionei (23 de juny de 1738) – Cardenal prevere de S. Prassede; commendatari de S. Bartolomeo all'Isola; Secretari dels Breus Apostòlics; Bibliotecari de la Santa Església Romana
- Camillo Paolucci (9 de setembre de 1743) – Cardenal prevere de S. Maria in Trastevere; commendatari of SS. Giovanni e Paolo; Cardenal-protector de l'orde carmelita
- Carlo Alberto Guidobono Cavalchini (9 de setembre de 1743) – Cardenal prevere de S. Maria della Pace; Prefecte de la Sacra Congregació de Bisbes i Regulars
- Giacomo Oddi (9 de setembre de 1743) – Cardenal prevere de S. Anastasia; Arquebisbe de Viterbo e Toscanella
- Federico Marcello Lante (9 de setembre de 1743) – Cardenal prevere de S. Silvestro in Capite; Governador de Balneario
- Marcello Crescenzi (9 de setembre de 1743) – Cardenal prevere de S. Maria in Transpontina; arquebisbe de Ferrara
- Giorgio Doria (9 de setembre de 1743) – Cardenal prevere de S. Cecilia; commendatari de S. Agostino; Prefecte de la Sacra Congregació del Bon Govern
- Giuseppe Pozzobonelli (9 de setembre de 1743) – Cardenal prevere de S. Maria in Via; arquebisbe de Milan
- Girolamo de’ Bardi (9 de setembre de 1743) – Cardenal prevere de S. Maria degli Angeli alla Terme[2]
- Fortunato Tamburini (9 de setembre de 1743) – Cardenal prevere de S. Callisto; Prefecte de la Sacra Congregació de Ritus
- Daniele Delfino (10 d'abril de 1747) – Cardenal prevere de S. Maria sopra Minerva; arquebisbe de Udine
- Carlo Vittorio Amedeo delle Lanze (10 d'abril de 1747) – Cardenal prevere de S. Sisto; arquebisbe titular de Nicòsia
- Henry Benedict Stuart (3 de juliol de 1747) – Cardenal prevere de SS. XII Apostoli; commendatari of S. Maria in Portico; Arxpriest de la Basílica Patriarcal Vaticana; Camarlenc del Sacre Col·legi Cardenalici
- Giuseppe Maria Feroni (26 de novembre de 1753) – Cardenal prevere de S. Pancrazio
- Fabrizio Serbelloni (26 de novembre de 1753) – Cardenal prevere de S. Stefano al Monte Celio; Llegat a Bolonya
- Giovanni Francesco Stoppani (26 de novembre de 1753) – Cardenal prevere de S. Martino ai Monti; Llegat a la Romanya
- Luca Melchiorre Tempi (26 de novembre de 1753) – Cardenal prevere de S. Croce in Gerusalemme
- Carlo Francesco Durini (26 de novembre de 1753) – Cardenal prevere de SS. IV Coronati; arquebisbe de Pavia
- Cosimo Imperiali (26 de novembre de 1753) – Cardenal prevere de S. Clemente
- Vincenzo Malvezzi (26 de novembre de 1753) – Cardenal prevere de SS. Marcellino e Pietro; arquebisbe de Bolonya
- Clemente Argenvilliers (26 de novembre de 1753) – Cardenal prevere de SS. Trinita al Monte Pincio; Prefecte de la Sacra Congregació del Concili Tridentí
- Antonio Andrea Galli (26 de novembre de 1753) – Cardenal prevere de S. Pietro in Vincoli; Gran penitencier; Prefecte de la Sacra Congregació de l'Índex
- Antonio Sersale (22 d'abril de 1754) – Cardenal prevere de S. Pudenziana; rquebisbe de Nàpols
- Alberico Archinto (5 d'abril de 1756) – Cardenal prevere de S. Lorenzo in Damaso; Cardenal Secretari d'Estat; Vice-Canceller de la Santa Església Romana
- Giovanni Battista Rotario (5 d'abril de 1756) – Cardenal prevere de S. Crisogono; arquebisbe de Torí
- Paul d'Albert de Luynes (5 d'abril de 1756) – Cardenal prevere de S. Tommaso in Parione; arquebisbe de Sens
- Etienne-René Potier de Gesvres (5 d'abril de 1756) – Cardenal prevere de S. Agnese fuori le mura; bisbe de Beauvais
- Franz Konrad Casimir von Rodt (5 d'abril de 1756) – Cardenal prevere de S. Maria del Popolo; bisbe de Constança
- Alessandro Albani (16 de juliol de 1721) – Cardenal diaca de S. Maria in Via Lata; commendatari de S. Maria in Cosmedin; Protodiaca del Sacre Col·legi de Cardenals; Cardenal-protector de la Monarquia dels Habsurg i del Regne de Sardenya
- Neri Maria Corsini (14 d'agost de 1730) – Cardenal diaca de S. Eustachio; Arxpriest de la Basílica Patriarcal Laterana; Secretari de la Sacra Congregació de la Inquisició Romana i Universal; Prefecte del Tribunal de la Signatura Apostòlica; cardenal-protector del Regne de Portugal
- Agapito Mosca (1 d'octubre de 1732) – Cardenal diaca de S. Agata in Suburra
- Girolamo Colonna di Sciarra (9 de setembre de 1743) – Cardenal diaca de SS. Cosma e Damiano; Camarlenc de la Santa Església Romana; Arxipreste de la Basílica Patriarcal Liberiana
- Prospero Colonna di Sciarra (9 de setembre de 1743) – Cardenal diaca de S. Maria ad Martyres; Prefecte del Tribunal de la Signatura Apostòlica de Gràcia, cardenal-protector del Regne de França
- Domenico Orsini d'Aragona (9 de setembre de 1743) – Cardenal diaca de S. Nicola in Carcere Tulliano; cardenal-protector del Regne de Nàpols
- Gian Francesco Albani (10 d'abril de 1747) – Cardenal diaca de S. Cesareo in Palatio; cardenal-protector del Regne de Polònia
- Flavio II Chigi (26 de novembre de 1753) – Cardenal diaca de S. Angelo in Pescheria
- Giovanni Francesco Banchieri (26 de novembre de 1753) – Cardenal diaca of S. Adriano; Llegate a Ferrara
- Luigi Maria Torregiani (26 de novembre de 1753) – Cardenal diaca of SS. Vito e Modesto

Vint-i-cinc electors van ser creats per Benet XIV, vuit per Climent XII, un per Benet XIII (Borghese) i un per Innocenci XIII (A. Albani).

## Absents
Deu cardenals no van assistir al conclave:
- Thomas Philip d'Alsace (29 de novembre de 1719) – Cardenal prevere de S. Lorenzo in Lucina; Protoprevere del Sacre Col·legi de Cardenals; arquebisbe de Mechelen
- Joseph Dominicus von Lamberg (20 de desembre de 1737) – Cardenal prevere de S. Pietro in Montorio; bisbe de Passau
- John Theodore of Bavaria (9 de setembre de 1743) – Cardenal prevere de S. Lorenzo in Panisperna; bisbe de Lieja; Administrador de Freising i Ratisbona
- Álvaro Eugenio de Mendoza Caamaño y Sotomayor (10 d'abril de 1747) – Cardenal prevere [no tenia assignat cap títol]; Patriarca de les Índies Occidentals; Arquebisbe titular de Farsalos
- Giovanni Battista Mesmer (10 d'abril de 1747) – Cardenal prevere de S. Onofrio
- José Manuel d'Atalaia (10 d'abril de 1747) – Cardenal prevere [no tenia assignat cap títol]; Patriarca de Lisboa
- Luis Fernández de Córdoba (18 de desembre de 1754) – Cardenal prevere [no tenia assignat cap títol]; arquebisbe de Toledo
- Nicholas de Saulx-Tavannes (5 d'abril de 1756) – Cardenal prevere [no tenia assignat cap títol]; arquebisbe de Rouen
- Francisco de Solís Folch de Cardona (5 d'abril de 1756) – Cardenal prevere [no tenia assignat cap títol]; arquebisbe de Sevilla
- Francisco de Saldanha da Gama (5 d'abril de 1756) – Cardenal diaca [sense cap diaconia assignada]

Tots els absents havien estat creats per Benet XIV, amb l'excepció d'Alsace,, que havia estat creat per Climent XI, i Lamberg, qui ho havia estat per Climent XII.

## Les divisions entre els cardenals
El Col·legi de Cardenals es va dividir en diverses faccions, que inicialment van formar dos blocs:
- El Grup Curial - que incloïa dues faccions de cardenals de la cúria: els Anziani - el petit grup dels cardenals creats pel papa Climent XII amb el seu cardenal nebot Neri Maria Corsini com a líder; i els Zelanti - el grup dels cardenals conservadors, encapçalats pel cardenal Giuseppe Spinelli, que en general s'oposa a qualsevol influència secular a l'Església
- Unió de les corones - que incloïa a representants i aliats de les corts catòliques. Els interessos de Ferran VI d'Espanya van ser representats per Portocarrero, els de Carles V de Sicília i VII de Nàpols - per Orsini, i els de Maria Teresa d'Àustria i el seu consort l'emperador Francesc I per Alessandro Albani (també protector de Sardenya) i von Rodt. La facció francesa estava sense líder en el moment de la mort de Benet XIV, perquè el cardenal protector de França Pierre Guérin de Tencin va morir el 2 de març de 1758. El rei Lluís XV de França nomenat cardenal Prospero Colonna di Sciarra com el seu successor, però aquest nomenament no es va fer públic fins al 9 de juny, gairebé un mes després del començament del conclave.

Molts cardenals creats per Benet XIV (anomenats Juniors) no pertanyien a cap de les faccions, però la majoria d'ells es van alinear amb "Unió de corones", sobretot amb el protector espanyol Portocarrero.
Durant el conclave, però, aquests dos grups es barrejaren entre si. A prop del final del conclave, d'una banda hi havia la facció Imperial conjuntament amb els Zelanti, i d'altra banda, els Anziani, juntament amb la facció dels Borbó (la defensa dels interessos de les corones Borbones).

## El conclave

### El començament i els primers candidats
Només 27 cardenals van entrar en el conclave el 15 de maig. Divuit cardenals més van arribar a Roma fins al 29 de juny. Mentrestant, però, el cardenal Bardi va haver d'abandonar el conclave causa d'una malaltia.
A causa de l'absència dels representants polítics de les principals corts catòliques, els ambaixadors de França i de l'Imperi van demanar als electors que retardessin les votacions fins a la seva arribada. Tot i que aquesta demanda va ser rebutjada abans que comencés el conclave, no es van proposar candidats seriosos als escrutinis inicials. En el primer escrutini, el 16 de mai,g el major nombre de vots (vuit a la papereta i tres més als accessus') van ser rebuts pel degà del Col·legi de Cardenals Rainiero d'Elci, que tenia 88 anys.
Això no vol dir, però, que no hi haguessin esforços per obtenir el suport dels candidats per part dels líders presents en el conclave. En particular Corsini va treballar vigorosament per a l'elecció de Giuseppe Spinelli, líder dels zelanti, però es va trobar amb la forta oposició d'Orsini, el cardenal protector del regne de Nàpols. El protector d'Espanya, Portocarrero, també va rebutjar Spinelli, i va ser capaç d'unir a molts dels "Juniors" al seu partit. Finalment, la candidatura d'Spinelli va haver de ser retirada.
El primer candidat amb serioses possibilitats d'elecció va ser Alberico Archinto, Secretari d'Estat i Vicecanceller del papa mort. Tenia un fort suport tant entre els zelanti i alguns dels Cardenals de la Corona, però la facció de Corsini no estava d'acord en donar-li suport i llançà el contra-candidat Marcello Crescenzi. Amb el temps, com havia passat moltes vegades abans i després, les candidatures d'Archinto i Crescenzi s'elimaren entre si.

### L'arribada dels cardenals francesos i la seva exclusió contra Cavalchini
A poc a poc, els representants de les corts reals van arribar a Roma amb les instruccions dels seus monarques. El 4 de juny entrà el cardenal Luynes amb les instruccions de Lluís XV de França. Cinc dies més tard es va anunciar oficialment la candidatura del cardenal Prospero Colonna di Sciarra pel càrrec de Protector de França. No obstant això, encara s'esperava el cardenal Imperial Von Rodt.
Durant els dies vinents, el nou candidat Carlo Alberto Guidobono Cavalchini, va rebre encara més vots, promogut per Corsini i Portocarrero treballant junts. El 19 de juny va obtenir vint-i-vots, el 21 de juny vint-i-sis, i a la tarda del 22 de juny arribà fins a vint i vuit dels quaranta-tres vots, el que significava que no estava a més que un vot de ser triat. Però després d'aquesta votació cardenal Luynes va informar al degà del Sacre Col·legi Rainiero d'Elci del veto oficial del rei de França contra Cavalchini. França s'oposava a Cavalchini del fet de la seva actitud vers a la beatificació de Roberto Bellarmino i en els assumptes relacionats amb la butlla anti-jansenista Unigenitus. L'exclusió es va trobar amb fortes protestes, però el propi Cavalchini va dir: «És una prova evident que Déu em considera indigne d'omplir les funcions del seu vicari a la terra.»
Després de la desfeta de la candidatura d'Cavalchini, Portocarrero presentà com a nou candidat a Paolucci, però va ser rebutjada per francesos, que - juntament amb la facció de Corsini, va votar de nou per Crescenzi.

### L'arribada del cardenal von Rodt
L'arribada del cardenal Von Rodt el 29 de juny amb les instruccions de la Cort Imperial va ser el punt d'inflexió del conclave. Inicialment es va tractar d'arribar a un acord amb els francesos, però en fracassar, es va tombar cap a la facció dels  zelanti . Les negociacions directes entre von Rodt i Spinelli va donar lloc a la proposta per a l'elecció del cardenal venecià Carlo Rezzonico, bisbe de Pàdua. El 6 de juliol al matí el bisbe de Pàdua va rebre vuit vots en la votació i 4 addicionals als accessus. Portocarrero, Albani i els cardenals francesos es van oposar inicialment, però finalment van estar d'acord amb ell. Després de les consultes dels cardenals francesos amb l'ambaixador Laon es va fer evident que Rezzonico seria triat pel Papat.

### L'elecció del Papa Climent XIII
El 6 de juliol al vespre el cardenal Carlo Rezzonico va ser elegit papa, rebent trenta-un vots d'un total de quaranta-quatre vots, un més de la majoria necessària de dos terços. Els tretze vots restants (incloent el seu) van ser pel cardenal degà Rainiero d'Elci. Rezzonico va acceptar l'elecció i va prendre el nom de Climent XIII, en honor del papa Climent XII, que l'havia elevat al cardenalat en 1737. Va ser coronat el 16 de juliol a la lògia de la basílica del Vaticà pel protodiaca Alessandro Albani.